# Otto Ulm

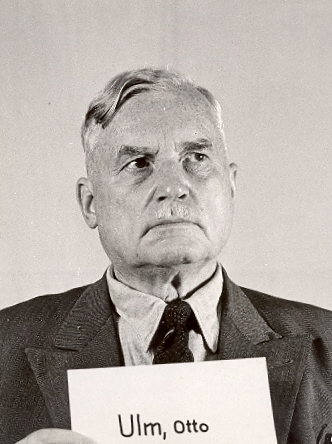
Otto Ulm als Zeuge während der Nürnberger Prozesse

Otto Robert Ulm (* 25. Mai 1884 in Mannheim; † 24. Mai 1948 in Schwetzingen) war ein deutscher Wirtschaftsfunktionär.

## Leben und Wirken
In seiner Jugend besuchte Ulm die Bürgerschule und das Gymnasium in Mannheim. Nach dem Bestehen der Reifeprüfung im Herbst 1904 studierte er Rechtswissenschaften an den Universitäten Kiel (1 Semester), Heidelberg (5 Semester) und Freiburg (2 Semester). Unterbrochen wurde das Studium durch den Dienst als Einjähriger in der Preußischen (?) Armee. 
Das Erste Juristische Staatsexamen bestand Ulm im April 1908 in Karlsruhe. Anschließend absolvierte er den Juristischen Vorbereitungsdienst. Im Jahr promovierte er mit einer von Friedrich Endemann betreuten Arbeit zur Rechtsgeschichte des Heilig-Geist Hospitals in Überlingen zum Dr. jur. Das Examen Rigorosum bestand er am 4. März 1912. Später im selben Jahr bestand er das Assessorexamen, mit dem er seine Ausbildung abschloss. 1913 trat Ulm in die Handelskammer Mannheim ein.
Von 1914 bis 1918 nahm Ulm als Hauptmann der Reserve am Ersten Weltkrieg teil, in dem er mit dem Eisernen Kreuz beider Klassen ausgezeichnet wurde. Seit 1919 verdiente er seinen Lebensunterhalt als Syndikus. Politisch war er zur Zeit der Weimarer Republik in der Deutschen Volkspartei organisiert.
Von 1933 bis 1945 amtierte Ulm als Nachfolger von Arthur Blaustein als Hauptgeschäftsführer der Industrie- und Handelskammer in Mannheim. 1937 trat er mit Rückwirkung zum 1. Mai 1935 in die NSDAP ein. Ulm war außerdem Mitglied im Reiterverein Mannheim der 1933 in den SA-Reitersturm II und 1934 in den SS-Reitersturm überführt wurde. Von 1941 bis 1945 war er Hauptsturmführer e. h.
Nach dem Zweiten Weltkrieg wurde Ulm vom 28. Mai 1945 bis zum 24. Januar 1948 von den Alliierten interniert und als Zeuge während der Nürnberger Prozesse vernommen.

## Schriften
- Das Heilig-Geist-Hospital zu Überlingen am Bodensee im Mittelalter. Ein Beitrag zur Rechtsgeschichte der Stiftungen, 1913. (Dissertation)